# 哥本哈根市郊鐵路B線
哥本哈根市郊铁路B线是哥本哈根市郊铁路网络中一条营运中线路。 1936年5月15日开通，开通之初称“哥本哈根市郊铁路1b线”。1950年5月14日改称“哥本哈根市郊铁路B线”。现时两端终点分别为霍耶-措斯楚普站、法鲁姆站，多数路段途径哈勒森林铁路和霍耶-措斯楚普铁路。 开通至今曾多次变更线路、停靠站、运营时间。目前还拥有哥本哈根市郊铁路Bx线这一区间车。

## 现停靠站
| 站名                       | 换乘              |
| -------------------------- | ----------------- |
| 霍耶-措斯楚普站 （终点站） | 国铁              |
| 措斯楚普站                 |                   |
| 阿尔贝特斯隆站             |                   |
| 格洛斯楚普站               |                   |
| 东布伦比站                 |                   |
| 勒藻勒站                   |                   |
| 维兹奥勒站                 |                   |
| 丹斯霍伊站                 |                   |
| 瓦尔比站                   | 国铁              |
| 嘉士伯站                   |                   |
| 迪伯尔桥站                 |                   |
| 哥本哈根火车总站           | 国铁 哥本哈根地铁 |
| 西门站                     |                   |
| 北门站                     | 国铁 哥本哈根地铁 |
| 东门站                     | 国铁 哥本哈根地铁 |
| 北港站                     | 哥本哈根地铁      |
| 天鹅磨坊站                 |                   |
| 吕帕肯站                   |                   |
| 埃姆德鲁普站               |                   |
| 迪瑟高站                   |                   |
| 旺厄泽站                   |                   |
| 泉丘站                     |                   |
| 布津厄站                   |                   |
| 石场站                     |                   |
| 鲍斯韦站                   |                   |
| 林畔站                     |                   |
| 哈勒森林站                 |                   |
| 韦勒瑟站                   |                   |
| 法鲁姆站 （终点站）        |                   |

## 历史
| 开始执行时间   | 大致走向                                                          |
| -------------- | ----------------------------------------------------------------- |
| 1936年5月15日  | 哥本哈根火车总站⟷霍尔特站                                         |
| 1940年6月15日  | 瓦尔比站⟷哥本哈根火车总站⟷霍尔特站                                |
| 1941年9月23日  | 万勒瑟站⟷哥本哈根火车总站⟷霍尔特站                                |
| 1949年5月16日  | 巴勒鲁普站⟷万勒瑟站⟷哥本哈根火车总站⟷霍尔特站 （周日及节假日）    |
| 1949年5月16日  | 万勒瑟站⟷哥本哈根火车总站⟷霍尔特站 （其余时段）                   |
| 1949年10月2日  | 巴勒鲁普站⟷哥本哈根火车总站⟷霍尔特站                              |
| 1950年5月14日  | 哥本哈根火车总站⟷霍尔特站                                         |
| 1953年6月17日  | 格洛斯楚普站⟷哥本哈根火车总站⟷霍尔特站                            |
| 1963年5月26日  | 措斯楚普站⟷哥本哈根火车总站⟷霍尔特站                              |
| 1979年         | 措斯楚普站⟷哥本哈根火车总站⟷法鲁姆站                              |
| 1986年         | 霍耶-措斯楚普站⟷哥本哈根火车总站⟷法鲁姆站                         |
| 1987年         | 霍耶-措斯楚普站⟷哥本哈根火车总站⟷东门站                           |
| 1989年         | 霍耶-措斯楚普站⟷哥本哈根火车总站⟷霍尔特站                         |
| 2012年         | 霍耶-措斯楚普站⟷哥本哈根火车总站⟷霍尔特站⟷希勒勒站 （夜间及周末） |
| 2012年         | 霍耶-措斯楚普站⟷哥本哈根火车总站⟷霍尔特站 （其余时段）            |
| 2014年12月15日 | 霍耶-措斯楚普站⟷哥本哈根火车总站⟷法鲁姆站                         |
| 2017年1月30日  | 霍耶-措斯楚普站⟷哥本哈根火车总站⟷霍尔特站⟷希勒勒站 （夜间及周末） |
| 2017年1月30日  | 霍耶-措斯楚普站⟷哥本哈根火车总站⟷霍尔特站 （工作日白天）          |
| 2018年12月10日 | 霍耶-措斯楚普站⟷哥本哈根火车总站⟷法鲁姆站                         |

## 相关支线
哥本哈根市郊铁路B线曾先后有多条支线线路，目前除Bx线外均已停运。

### B0线
1969年9月29日开通，1972年10月1日停运。运营期间曾多次变更线路及停靠站。

### Bb线
1979年9月30日开通，1987年5月31日停运。

### L线
1989年5月27日开通，1993年9月25日改为“哥本哈根市郊铁路B+线”。运营期间的大致走向为：霍耶-措斯楚普站⟷哥本哈根火车总站⟷霍尔特站。

### B+线
1993年9月25日开通，前身是“哥本哈根市郊铁路L线”。2007年9月23日停运。

### Bx线
Bx线是B线唯一尚在营运中的支线，1953年10月4日开通。开通至今曾多次变更线路、停靠站及运营时间。Bx线现时两端终点均于B线相同，但停靠站比B线少，因而是B线的大站快车。